# Хозяин Копья (роман)
«Хозяин Копья» (англ. «The Legend of Huma») - книга из цикла Dragonlance, являющаяся первым томом из Трилогии Героев.
Книга повествует о событиях конца Времени Рыцарей, 1018 г. до Катаклизма.

## Краткое содержание
Во время стычки направлявшегося в Кайр отряда государя Освала с гоблинами рыцарь Хума оказывается оглушён. Придя в себя, он освобождает из гоблинского плена минотавра Кэза, а затем знакомится с драконицей (Гвинес), которая соглашается их подвезти. В пути он переживает схватку с военным министром Такхизис — Кринасом. Хума и Кэз участвуют в боях в окрестностях разрушенного Кайра, в лагере Хума знакомится с Гвинес теперь уже в человеческом облике.
Затем он встречает старого друга Магиуса, ушедшего от мага-ренегата Галана Дракоса. После разгрома рыцарей он уводит Хуму и Кэза в свою башню в Эрготе. Там он рассказывает Хуме, что ключ к завершению войны находится на некой горной вершине на западе или юго-западе. Туда Хума и Кэз и направляются, но в попытках уйти от погони огров, разделяются.
Хума встречает рыцарей и добирается почти до Каэргота, но попадает в плен. Магиус освобождает его и продолжает вести на юго-запад. По пути они попадают на рыцарскую заставу. Вскоре рыцари хватают в лесах Кэза и Хуме удаётся уговорить их отпустить его с ним.
Добравшись до гор (судя по тексту, герои странствуют по безлюдной местности, но на самом деле пересекают из конца в конец весь Эргот), компания разделяется в поисках пути и Хума попадает в храм Паладайна, где Гвинес направляет его на испытание. Хума сражается с драконом Огнедувом, пленённым богом Хабакуком, и побеждает, но волшебное зеркало переносит его в Соламнию, в окрестности Вингаарда.
Там Хума узнаёт, что Великий Магистр государь Трейк скончался. Между тем, к городу с востока, запада и юга подступают враги, а государь Освал также заболевает. У его постели в храме Паладайна Хума застаёт Ренарда, оказавшегося предателем и служителем бога Моргиона. Ренард рассказывает Хуме, что является его дядей и убил его мать, чтобы тот стал рыцарем; он же погубил и Трейка. После этого Ренард скрывается через тайный ход.
Освал выздоравливает и становится новым Великим Магистром. Хума опять отправляется в горы. По пути он встречает Ренарда, сеющего смуту среди крестьян, и побеждает его в поединке.
Придя в себя, Хума вновь оказывается в пещере Огнедува. Он подбирает Меч Слёз и Страданий из сокровищницы дракона, но старец в сером плаще (вероятно, сам бог Паладайн) уговаривает Хуму отказаться от предательского оружия. Затем старец отводит его в кузницу Дункана Золотые Руки (хотя на самом деле у него одна серебряная рука), где изготавливаются Копья Дракона. Хума вновь встречается с Магиусом и Кэзом. На конях, в сопровождении серебристой драконицы, они везут копья в Вингаардскую Башню. По пути Хума на драконице снова сталкивается с Кринасом; в результате схватки драконы падают на землю. Придя в себя, Хума продолжает схватку с Кринасом, но тот оказывается бессмертным и только благодаря подоспевшим Кэзу и драконице Хуме удаётся одержать окончательную победу. Между тем гвардейцы Такхизис похищают Магиуса.
По пути компания встречает государя Эйвандейла и тот решает не передавать Копья императору, а помочь доставить их в Соламнию. В этом участвуют ещё несколько драконов. Там государь Освал хочет изготовить как можно больше подобных копий, однако рыцари не разделяют его энтузиазма и он решает ограничиться имеющимися двадцатью. Но на город под командованием Галана Дракоса наступает огромная армия огров, людей, гоблинов и сотни драконов.
Хуме является один из прислужников Дракоса, раскрывающий ему убежище своего господина (мотивировав это тем, что его бог-покровитель Нуитари, де, хочет добра, а не зла, как его мать — Такхизис). Тем временем Дункан доставляет в Вингаард множество Копий и силы рыцарей значительно возрастают. Вера их, благодаря победам Хумы и сопровождавших его добровольцев, также укрепляется.
Между делом, Гвинес признаётся Хуме, что она, во-первых, драконица, во-вторых, любит его. В это время появляется Дракос, на глазах у Хумы убивает Магиуса и, оставив его тело, скрывается. Хума отправляется в цитадель Дракоса в горах. С помощью чёрных магов он находит Дракоса, который учит дракона Циана Кровавого Губителя проникать в чужие мысли. Дракос пленяет Хуму.
Пока он готовит пришествие Такхизис, Хума с помощью посоха Магиуса освобождается и этим же посохом разбивает используемый колдуном для создания портала изумрудный шар. В отчаянии Дракос кончает с собой. Хума улетает из рушащейся цитадели на Гвинес. Через портал на Кринн приходит Такхизис.
В последнем бою Хума тяжело ранит Такхизис, но Гвинес погибает (Хума еле успевает признаться ей в любви). Угрожая Такхизис пленением Хума требует от неё убраться с Кринна, забрать всех своих драконов и поклясться, что они больше не появятся на Кринне. С помощью Кэза Хума освобождает её от впившегося Копья. Такхизис выполняет клятву и уходит, но Хума погибает.